# رضا رمضانی خورشیددوست
رضا رمضانی خورشیددوست (زاده ۱۳۳۳)، نمایندهٔ دورهٔ اول از حوزه انتخابیه رشت در استان گیلان بوده‌است.
او هم‌اکنون استاد تمام دانشکده صنایع دانشگاه صنعتی امیرکبیر است.

## آرای ماخوذه
رمضانی خورشید دوست در انتخابات اسفند سال ۱۳۵۸ با کسب ۳۴۰۷۲ رای از مجموع ۶۰۴۱۶ رای معادل ۵۶/۴٪ آرا به مجلس اول راه پیدا کرد.

## زندگی‌نامه
رمضانی خورشید دوست در سال ۱۳۳۲ شمسی در شهر رشت متولد گردید. ایشان تحصیلات خود را تا مقطع دیپلم در شهر رشت گذراندند و در سال ۱۳۵۱ در رشته مهندسی مکانیک دانشگاه شریف مشغول به تحصیل شدند. بعد از انقلاب، ایشان اولین مدیر جهاد سازندگی استان گیلان بودند و در اولین دوره مجلس شورای اسلامی در سال ۱۳۵۸ به عنوان نماینده مردم رشت به مجلس شورای اسلامی راه یافتند.  رمضانی خورشید دوست جوانترین نماینده در دوره اول مجلس شورای اسلامی بود. بعد از اتمام دوره نمایندگی مجلس جهت ادامه تحصیلات به آمریکا سفر کرد و مدرک کارشناسی ارشد خود را در دانشگاه میشیگان غربی اخذ کرد. در ادامه تحصیلات به دانشگاه کیس وسترن رزرو وارد شده و مدرک دکترای مهندسی سیستم‌ها و کنترل را از این دانشگاه اخذ کرد. بعد از بازگشت به ایران رمضانی خورشید دوست به عنوان هیئت علمی دانشگاه صنعتی امیرکبیر مشغول به فعالیت شد.

## فعالیت‌های غیر دانشگاهی
رمضانی خورشید دوست در سال ۱۳۷۵ اولین شرکت خصوصی خود با نام رادسامانه را تأسیس می‌کند. رادسامانه یکی از قدرتمندترین شرکت‌ها در حوزه مهندسی سیستم‌ها و اتوماسیون اداری بود. نقطه عطف شرکت راد سامانه نرم‌افزار سیما بود که در آن زمان تعداد ۲۱ سازمان بزرگ دولتی از این نرم‌افزار استفاده کردند. شرکت رادسامانه با گذر زمان نتوانست به روند رو به رشد خود ادامه دهد و اگرچه هیچ‌گاه به صورت رسمی منحل نشد اما اکنون فعالیت خاصی از این شرکت قابل مشاهده یا رهگیری نیست.
از دیگر فعالیت‌های غیر دانشگاهی رمضانی خورشید دوست تأسیس شرکت دارویی به نام میم‌دارو در سال ۱۳۸۸ بوده‌است. این شرکت با تمرکز بر تولید داروی درمان میگرن تأسیس شده‌است.